# Джордж Пал
Джордж Пал (англ. George Pal; народжений як Дьордь Пал Марчинчак; 1908–1980) — угорсько-американський мультиплікатор, кінорежисер і кінопродюсер, пов'язаний з жанрами фентезі та наукової фантастики. Став громадянином США після еміграції з Європи.
Він був номінований на премію Оскар (у категорії Найкращі короткометражні сюжети, мультфільм) протягом семи років поспіль (1942—1948) Отримав нагороду в 1944 року. Це робить його другим угорцем після Міклоша Рожи, якого номінували на Оскар.

## Життя та кар'єра
Дьордь народився у місті Цеглед (Угорщина) у сім'ї Дьордя Пала Марчинчака та його дружина Марія. Закінчив Будапештську академію мистецтв у 1928 році (у віці 20 років). З 1928 по 1931 рік він знімав фільми для Hunnia Films у Будапешті.
У 1931 році у віці 23 років він одружився з Елізабет «Сока» Гранджен, а після переїзду до Берліна заснував компанію Trickfilm-Studio GmbH Pal und Wittke. Головник партнером компанії стала UFA Studios. У цей час він запатентував техніку Pal-Doll (відому як лялькові мультфільми в США).
У 1933 році він працював у Празі; у 1934 році він зняв кінорекламу у своєму готельному номері в Париж, і компанія Філіпс запропонувала зробити йому ще дві рекламні короткометражки. Пал працював в Ейндховені, але покинув Німеччину, коли до влади прийшли нацисти.
Він зняв п'ять фільмів до 1939 року для британської компанії Horlicks Malted Milk. У грудні того ж року, у віці 32 років, він емігрував з Європи до Сполучених Штатів і розпочав роботу в Paramount Pictures. Його друг Волтер Ланц допоміг йому отримати американське громадянство.
Як аніматор, він зняв серіал «Лялькові мультфільми» у 1940-х роках, і був нагороджений почесним «Оскаром» у 1943 році за «розробку нових методів та прийомів у виробництві короткометражних сюжетів, відомих як лялькові мультфільми». Потім Пал перейшов до зйомок фільмів у режимі реального часу починаючи з фільму «Великий Руперт» (1950).
Його найбільше запам'ятали як продюсера кількох науково-фантастичних та фентезійних фільмів 1950-х та 1960-х років, наприклад, «Коли світи зіштовхнуться», «Війна світів» (1953), «Хлопчик-мізинчик» (1958), «Машину часу» (1960) та «Чудовий світ братів Грімм» (1962).

## Фільмографія
| Назва                                                                | Рік  | У ролі  | У ролі   | У ролі | Примітки | Посилання |
| Назва                                                                | Рік  | Режисер | Продюсер | Інше   | Примітки | Посилання |
| -------------------------------------------------------------------- | ---- | ------- | -------- | ------ | -------- | --------- |
| Великий Руперт / Great Rupert                                        | 1950 |         | Так      |        |          | [ 10 ]    |
| Місце призначення — Місяць / Destination Moon                        | 1950 |         | Так      |        |          | [ 11 ]    |
| Коли світи зіштовхнуться / When Worlds Collide                       | 1951 |         | Так      |        |          | [ 12 ]    |
| Гудіні / Houdini                                                     | 1953 |         | Так      |        |          | [ 13 ]    |
| Війна світів / The War of the Worlds                                 | 1953 |         | Так      |        |          | [ 14 ]    |
| Оголені джунглі / The Naked Jungle                                   | 1954 |         | Так      |        |          | [ 15 ]    |
| Підкорення космосу / Conquest of Space                               | 1955 |         | Так      |        |          | [ 16 ]    |
| Хлопчик-мізинчик / Tom Thumb                                         | 1958 | Так     | Так      |        |          | [ 17 ]    |
| Машина часу / The Time Machine                                       | 1960 | Так     | Так      |        |          | [ 18 ]    |
| Атлантида, загиблий континент / Atlantis, the Lost Continent         | 1961 | Так     | Так      |        |          | [ 19 ]    |
| Дивовижний світ братів Грімм / Wonderful World of the Brothers Grimm | 1962 | Так     | Так      |        |          | [ 20 ]    |
| 7 обличь доктора Лао / 7 Faces of Dr. Lao                            | 1964 | Так     | Так      |        |          | [ 21 ]    |
| Влада / The Power                                                    | 1968 |         | Так      |        |          | [ 22 ]    |
| Док Севідж: Людина з бронзи / Doc Savage: The Man of Bronze          | 1975 |         | Так      |        |          | [ 23 ]    |

## Смерть
У травні 1980 року він помер у Беверлі-Гіллз від серцевого нападу у віці 72 років, і похований на кладовищі Святого Хреста у Калвер -Сіті, Каліфорнія. Перед смертю він працював на фільмом Подорож Берга, який так і не був завершений.

## Невипущені, незавершені або заплановані фільми
- Подорожі Гуллівера (1935)
- Синдбад (1935)
- Три маленьких принца (1935)[24]
- Кейсі Джонс (1945)
- Деві Крокетт (1945)[25]
- Джонні Епплсід (1946)[26]
- Після зіткнення світів (1955)
- Незвичайний Джон (1967) (лише права)
- Біг Логана (1968)[27]
- Сплячий прокидається (1972)
- Війна світів (1974–75) Незакінчений телепілот
- Док Севідж (1976)
- Мандрівник у часі (1977–78), він же Машина часу II. Новелізація з Джо Моргаймом була опублікована посмертно в 1981 році.
- Дивовижний чарівник з країни Оз (1979)
- Зникнення (1980) (тільки у передвиробництві)
- Подорож Берга (1980) (тільки у передвиробництві)